# واکنش البس
واکنش البس(به انگلیسی: Elbs reaction) یک نام واکنش در شیمی آلی است که شامل گرماکافت یک استخلاف اورتو متیل بنزوفنون و تشکیل یک پلی‌آروماتیک متراکم است. این واکنش نخستین بار در سال ۱۸۸۴ توسط شیمیدان آلمانی کارل البس کشف و توصیف گردید.
برای نمونه سازوکار یک واکنش که منجر به تشکیل هیدروکربن آروماتیک پنتاسن می‌شود، در ادامه نشان داده شده است.